# Dolné Obdokovce
Dolné Obdokovce (maďarsky Alsóbodok) jsou obec na Slovensku v okrese Nitra. Leží v západní části Požitavské pahorkatiny, jižně od pohoří Tribeč. Při sčítání v roce 2011 žilo v obci 1188 osob, z toho 417 (35 %) slovenské, 667 (56 %) maďarské a 99 osob (9 %) ostatní a nezjištěné národnosti. V obci je původně románský římskokatolický kostel Narození sv. Jana Křtitele z roku 1160, který byl rozšířen a přestavěn koncem 18. století.

## Historie
Podle archeologických průzkumů bylo dnešní území obce osídleno již v době kamenné, proto se zde nacházejí nálezy lengyelské kultury a nálezy keramiky z doby bronzové.
Dolné Obdokovce jsou poprvé písemně zmiňovány v roce 1228 jako Bodok; tehdy byly zapleteny do sporu mezi opatem z Hronského Beňadika a nitranským biskupem Jakobem. Mezi další historická jména patří Bodak (1283), utraque Bodak (1335) a Obdokowce (1786). V roce 1283 byla obec v panství hradu Nitra, v roce 1549 přešla do majetku diecéze Nitra. Za tureckých válek byl Bodok dvakrát napaden vojsky Osmanské říše, a to v letech 1586 a 1664. V roce 1715 měla obec vinice a 13 domácností, v roce 1828 zde bylo 79 domů a 502 obyvatel, kteří byli zaměstnáni jako zemědělci a vinaři.
Nedaleko bylo ve středověku další místo zvané Kernye. To bylo poprvé písemně zmíněno v roce 1248 jako součást dominia hradu Nitra. Podle ústního podání stával u Kernye dřevěný hrad. Obec vlastnilo několik rodin, ale v 17. století zanikla a již nebyla obnovena.